# Clarksdale (Missouri)
Clarksdale è un comune degli Stati Uniti d'America, situato nello Stato del Missouri, nella contea di DeKalb.